# ブラック・マーク・プロダクション
ブラック・マーク・プロダクション (Black Mark Production)は、スウェーデン・ヨンショーピング県エークショー市ブルザホルムに本社を置くレコード会社。設立者はボルイェ・"ボス"・フォシュベリ (Börje "Boss" Forsberg)。会社の設立は1991年であるが、レーベルの創業はそれ以前に行われており、1984年にリリースされたバソリーの1stフルアルバム『Bathory』のレーベルにブラック・マーク・プロダクションの名前が入っている。会社設立後、ドイツのベルリンに本社を構え、その後、スウェーデン・ストックホルムやカナダ・トロント、そしてアメリカ合衆国・ニューヨークにもオフィスを構えていた。1990年代後半に創業の地・スウェーデンへと戻り、現在は同国のブルザホルムに本社オフィスを構えている。デスメタルやブラックメタルといったエクストリーム・メタルに特化したレーベルで、おそらくバソリーのクォーソンとの深いつながりがよく知られている。クォーソン自身が何度か述べているように、ブラック・マーク・プロダクションの運営にかかわっていたと推測される。クォーソンは、テュフォン・グラモフォン (Tyfon Grammofon)から許可を得て、バソリーの作品に固有のシリアルナンバーを使用するようになった。これは、BMCD 666-X、もしくはBMLP 666-Xという形式のもので、Xの部分に作品の通し番号が入る。この特別な番号付けは、1984年リリースのバソリーのデビューアルバムからすでに行われている。ただし、このときを含め1991年以前については、ブラック・マーク・プロダクションは、前述のテュフォン・グラモフォンの中の一レーベルであった。
2017年9月14日早朝、長年深刻な病を患っていた創業者のボルイェ・"ボス"・フォシュベリが逝去した。

## アーティスト一覧

### 現在の所属アーティスト
- Exoto
- Haterush
- Jennie Tebler's Out of Oblivion
- Morgana Lefay
- Nightingale

### 過去の所属アーティスト
- Agressor
- Anesthesy
- Apostasy
- Auberon
- Bathory
- Cemetary
- Corporal Punishment
- Crimson Midwinter
- Dan Swanö
- Divine Sin
- Edge of Sanity
- Elysium
- Fleshcrawl
- Furbowl
- Ghostorm
- Gomorrah
- Heads or Tales
- Hexenhaus
- Horricane
- Infinite Flame
- Invocator
- Jennie Tebler
- Keen Hue
- Lake of Tears
- Leukemia
- Lothlorien
- Memento Mori
- Mental Crypt
- Necrophobic
- Necrosanct
- Necrosis
- Noble Rot
- Overload	Heavy
- Oz
- Pike
- Purity
- Quorthon
- Red Harvest
- Rosicrucian
- Scum
- Seance
- Shattered
- Tad Morose
- Thundersteel
- Trash
- Tribulation
- World of Silence
- Yosh